# Tarzan i kobieta lampart
Tarzan i kobieta lampart (ang. Tarzan and the Leopard Woman) – amerykański film przygodowy z 1946 roku. Film jest jedną z części cyklu filmów o Tarzanie z Johnny Weissmullerem w roli głównej, zainspirowanego przez cykl powieści Edgara Rice’a Burroughsa.

## Fabuła
Grupa podróżników zostaje zabitych wskutek napadu lampartów. W tym samym czasie Tarzan i Jane spotykają Kimbę, który twierdzi, że wie co się stało w dżungli. Nie wiedzą, że Kimba jest bratem Królowej Lei, przywódczyni tajemniczej religii — kultu lampartów i że został wysłany by śledzić Tarzana.

## Główne role
- Johnny Weissmuller - Tarzan
- Brenda Joyce - Jane
- Anthony Caruso - Mongo
- Tommy Cook - Kimba
- Edgar Barrier - Dr Ameer Lazar
- Acquanetta - Lea, najwyższa kapłanka
- Johnny Sheffield - Chłopiec